# Mount Westminster
Mount Ward ist ein 3370 m hoher Berg in der antarktischen Ross Dependency. Er ragt rund 7 km südlich des Mount Kinsey in der Supporters Range an der Ostflanke des Beardmore-Gletschers auf. 
Teilnehmer der Nimrod-Expedition (1907–1909) unter der Leitung des britischen Polarforschers Ernest Shackleton entdeckten ihn. Benannt ist er nach Hugh Grosvenor, 2. Duke of Westminster (1879–1953), einem Sponsor der Nimrod-Expedition.